# أنطونيو رودريغيز سان حزقيال
أنطونيو رودريغيز سان حزقيال (بالإسبانية: Antonio Rodríguez San Juan)‏ هو سياسي فنزويلي، ولد في 12 أبريل 1957 في فنزويلا. حزبياً، نشط في الحزب الاشتراكي الموحد الفنزويلي. وقد انتخب List of governors of Vargas ‏.